# Shock Corridor
Shock Corridor és una pel·lícula dramàtica estatunidenca del 1963 dirigida per Samuel Fuller, autor també del guió. La pel·lícula narra la història d'un periodista que va ingresssar intencionadament a un hospital mental per resoldre un assassinat comès a la institució. Fuller originalment va escriure el guió sota el títol Straitjacket per a Fritz Lang a finals dels anys quaranta, però Lang volia canviar el personatge principal a una dona com Joan Bennett.
En 1996, la pel·lícula va ser considerada «cultural, històrica i estèticament significativa» per la Biblioteca del Congrés dels Estats Units i seleccionada per la seva preservació al National Film Registry.

## Sinopsi
El periodista Johnny Barrett opina que la manera més ràpida d'aconseguir un Premi Pulitzer és descobrir els fets que hi ha darrere d'un assassinat no resolt en un hospital mental i convenç un psiquiatre expert perquè l'entreni perquè sembli boig a causa de mantenir relacions incestuoses amb la seva "germana", que és personificada per la seva xicota, una ballarina exòtica (Constance Towers); tot i en contra dels seus desitjos, ella presenta una denúncia policial i la seva actuació durant la investigació convenç a les autoritats de tancar-lo a la institució on va tenir lloc l'assassinat. Mentre segueix la seva investigació, és molestat pel comportament dels seus companys interns.
Els tres testimonis de l'assassinat foren internats per l'estrès posttraumàtic de la guerra, violència o la por a l'aniquilació nuclear.
- Stuart, fill d'un masover del sud que va ser ensenyat la violència i l'odi des de nen, es va tornar cínic i irat amb el seu país de naixement. Va ser capturat a la Guerra de Corea i li van rentar al cervell fins a convertir-se en comunista. A Stuart se li va ordenar adoctrinar a un company pres, però en canvi el patriotisme insubornable del pres el va reformar. Els captors de Stuart el van manifestar boig i va ser retornat als Estats Units en un intercanvi de presos, després del qual va rebre una alta deshonrosa i va ser rebutjat públicament com a traïdor. Stuart s'imagina a si mateix com al general dels Estats Confederats d'Amèrica J.E.B. Stuart.
- Trent va ser un dels primers estudiants negres a integrar una universitat segregada del sud. S'imagina a si mateix com a membre del Ku Klux Klan i aplega els pacients partidaris del nacionalisme blanc.
- Boden era un científic atòmic espantat pel coneixement del poder devastador dels míssils balístics intercontinentals. Ha regressat a la mentalitat d'un nen de sis anys.

Després d'una revolta a l'hospital, a Barrett li posen una camisa de força i sotmès a Teràpia electroconvulsiva, ara creu que la seva xicota és realment la seva germana i la rebutja quan la visita. Experimenta molts altres símptomes d'alienació mental mentre descobreix la identitat de l'assassí, extreta violentament d'una confessió davant de testimonis i escriu la seva història. Tanmateix, la seva ment està malmesa de manera crítica, i ha de romandre a l'hospital un període no definit i Cathy trenca a plorar mentre un metge li diu que Barrett ara és un "esquizofrènic catatònic".

## Repartiment
- Peter Breck	... Johnny Barrett
- Constance Towers	... Cathy
- Gene Evans	 ... Boden
- James Best	 ... Stuart
- Hari Rhodes	... Trent
- Larry Tucker... Pagliacci
- Paul Dubov	 ... Dr. Menkin
- Chuck Roberson	... Wilkes
- Bill Zuckert	... Swanson
- Philip Ahn	 ... Dr. Fong[8]

## Recepció i llegat
A Rotten Tomatoes, la pel·lícula té una qualificació d'aprovació del 94% basada en 17 comentaris, amb una mitjana ponderada de 7,86/10.
L'escriptor i crític de cinema Leonard Maltin va premiar la pel·lícula amb tres de les quatre estrelles possibles, anomenant-la un "[p]oderós melodrama amb un impacte emocional cru." Andrew Sarris va elogiar la pel·lícula com "... una al·legoria de l'Amèrica actual, no tant surreal com subrealista en la seva al·lucinadora visió de la història que només es pot percebre sota una superfície escarpada d'intriga argumental ... una distinció afegida a aquella forma d'art en què Hollywood sempre ha excel·lit: la pel·lícula de sèrie B barroca."
Es diu que la pel·lícula de Martin Scorsese Shutter Island (2010) ha estat influenciada per aquesta pel·lícula.

## Novel·lització
Paral·lelament al llançament de la pel·lícula el 1963, Belmont Books va publicar una novetat del guió, escrita per un dels escriptors més omnipresents i distintius de l'època, Michael Avallone. Amb aquest títol Fuller volia aturar el llibre d'Avallone per plagi (tot i estar els dos escriptors acreditats).